# Имунохистохемија
Имунохистохемија (ИХХ) је метода у лабораторијској дијагностици која се, користећи основни принцип у имунологији да се одређено антитело веже и препознаје само циљни антиген, бави применом обележених антитела као специфичних реагенаса за локализацију и детекцију ткивних конституената. Уколико се говори о локализацији протеина у или на ћелији онда говоримо о методи имуноцитохемије.
Последњих година имунохистохемија се развила у снажно дијагностичко средство које пружа додатне информације приликом рутинске морфолошке анализе ткива, јер „ омогућава визуелизацију дефинисаних антигена у ткивним пресецима, везивањем антитела за мале, специфичне регионе антигена тзв. епитопе.“ Примена имунохистохемије у процени одговарајућих ћелијских маркера који дефинишу специфични фенотип, омогућила је добијање важних дијагностичких, прогностичких и предиктивних информација неопходних за класификовање и диференцирање појединих болести. Осим у дијагностичке, методе имунохистохемија се користи и у научно-истраживачке сврхе како би се боље разумела дистрибуција и локализација биомаркера и експресија појединих протеина у различитим ткивима.
Употреба антитела на фиксираном ткиву, да би се изучавала патологија ткива, захтевала је одређена прилагођавања и усклађивање имунохистохемијских техника. Будући да је очуваност антигена у фиксираном ткиву варијабилна кроз историју су се имунохистохемијске технике унапређивале како би се повећала осетљивост анализе. Специфични молекуларни маркери су карактеристика појединих активних догађаја, као што су пролиферација ћелија или ћелијска смрт (апоптоза).
Визуелизација антитела и интереакција са антигеном може се постићи на више начина. Најједноставнији пример; антитело се конјугује ензимом, као што је пероксидаза, који може убрзати процес бојења и произвести реакцију (види мрље имуноперокидазе на слици). Алтернативно, антитела могу бити означена и флуоресцентним једињењима, као што флуоресцеин или родамин (види имунофлуоресценција). Имунохистохемијска бојења се широко примењују у дијагностици оштећења ћелија, као што су она која се јављају у канцерогеним туморима.

## Принципи
Ћелија је функционална јединица свих живих ткива у којој се обављају основне животне функције организма. Процеси у којима ћелије стичу специјализовану грађу и функцију назива се диференцијација.
Светлосним микроскопом уочава се да ћелије стварају језгро и цитоплазму, а електронским микроскопом уочавају се разне ћелијске органеле. Оно што ове две методе не могу може имунохистохемијска техника која омогућава локализацију специфичних антигена у ткиву или у ћелијама засновану на препознавању антигена и антитела и омогућава визуелизацију тог комплекса на микроскопском нивоу. Имунохистохемија у свом раду примењује обележена антитела као специфичне реагенасе за одређивање локализације и откривање (визуелизацију) ткивних конституената (антигена) у препарату ин ситу.
Имунохистохемија (ИХХ) је савремена метода у медицинској дијагностици у којој се захваљујући примени имунолошких принципа постигао велики напредак у дијагностици многих болести а посебно у патохистолошкој дијагностици и истраживању све учесталијих тумора.
Како се имуноглобулини и антигени микроскопски не могу видети место насталог имунокомплекса постаје видљиво уз помоћ ензима који оксидира хромоген у присуству одговарајућег супстрата. Како би ова метода у пракси имала потпуну и поуздану примену и значај у дијагностици у раду са њом је потребно познавати методологију, а у дијагностици интерпретацију имунохистохемијских налаза при идентификацији различитих антигена, интермедијарних филамената, хормонских рецептора, функционалних протеина, онкофеталних антигена и генских продуката.
Два основна начина приказивања насталог имунокомплекса су имуноензимска реакција и обележавање антитела флуоресцентном материјом.
Директна имунохистохемија
Најстарија метода у имунохистохемији је директна имунохистохемија, која се заснива на реакцији специфичног везивања антитела директно на детектовану супстанцу (види слику). Године 1940, Конс је на резу смрзнутог ткива открио одређене антигене применом антитела обележеног флуоресцеином. Антитела се могу обележити радиоактивним материјалом или флуоресцентном бојом (нпр. флуоризоцијанатом или родамином), који емитују светло веће таласне дужине. Након бојења имунофулоресцентном бојом да би се настале промене могле уочити потребан је флуоресцентни микроскоп са живином лампом и одговарајућим врстама филтера.
- Лоше стране имунофлуоресцентне технике су; висока цена флуоресцентног микроскопа, отежана морфолошка анализа и аутофлуоресценција фиксираног ткива,
- Добре стране имунофлуоресцентне технике су; једноставност примене и добра резолуција позитивног налаза као зрнастог, линеарног, глатког или влакнастог депозита.

Индиректна имунохистохемија
С краја 20. века развила се и започела широка примена у хируршкој патологији, много осетљивија метода, индиректна имунохистохемија, захваљујући ранијем открићу ензимског обележавања антитела која уз одговарајући систем хромогена и супстрата омогућава визуелизацију имуних комплекса светлосним микроскопом. Ензим делује на супстрат ослобађањем јона који оксидира растворљиви безбојни хромоген у обојени талог на месту имунокомплекса.
Осетљивост методе повећавала се од антитела обележеног ензимом преко вишестепене детекције системима пероксидаза-антипероксидаза, конјугата авидин-биотина и биотин-стрептавидина до амплификације тирамидом и врло осетљивих обележавајућих система који се заснивају на полимеру.
Након открића хибридомске технике, која је утицала на обимну индустријску производњу високо специфичних моноклоналних антитела и изналажење могућности употребе ИХХ на рутински обрађеном и уклопљеном ткиву, догодили су се кључни помаци у примени ових метода
Двоструко имунохистохемијско бојење
Примена двоструког имунохистохемијског бојење омогућава истовремено откривање више различитих
антигена на истом препарату. У овој методи примењује се два или више различитих антитела која су у директној имунохистохемији обележена различитим флуоресцентним материјама, а у индиректној имунохистохемији видљива уз помоћ различитих ензимских детекцијских система.
За извођење методе битна је поступност, па се тек након потпуног довршавања тих реакција и блокирања прве реакције приступа наредној.

## Антигени
Антигени су супстанце које у организму покрећу стварање имуноглобулина тзв. антитела. Антигени су углавном протеини, а ређе угљени хидрати. Разна молекуларна места на антигенима зову се епитопи–или делови антигена које препознају рецептори на T и B лимфоцитима. Детерминанта или епитоп је део макромолекула који препознаје антитело. Део једног антитела која препознаје епитопе зове се паратоп. Макромолекули садрже већи број епитоп, од којих се неки могу понављати, а број мултиплих идентичних детерминанти одређује валентност антигена. Епитоп могу бити непреклапајући, када су просторно удаљени и омогућавају везивање два или више антитела. Преклапајуће детерминанте су близу једна другој и доводе до стерних сметњи приликом везивања антитела, а у ретким случајевима је могуће и да везивање првог антитела доведе до конформационе промене структуре антигена чиме се утиче на везивање другог антитела. Епитоп угљених хидрата и фосфолипида су ковалентне структуре.
Моноклонска антитела реагују са једним, а поликлонска са више епитопа на молекулу антигена. Антиген и антитело везују се хидрофобним, јонским или Ван дер Валсов-им силама и тако стварају имунокомплекс антиген-антитело.
Антигени и имуноглобулини-антитела се класичном микроскопијом не могу видети, и зато место насталог имунокомплекса постаје видљиво уз помоћу ензима који оксидира хромоген у присуству одговарајућег супстрата.

## Антитела
За сваку имунохистохемијски технику најважнији реагенс је антитело. Антитела се називају имуноглобулини (Ig) који спадају у групу протеина а присутни су у крви имунизованих животиња.
Имуноглобулини су грађени од:
- Два истоветна тешка ланца (H). Тешки ланци се разликују у антигеним и структурним карактеристикама и одређују класу односно подкласу молекула имуноглобулина.
- Два лака ланца (L). Лаки ланци су или типа капа (κ) или ламбда (λ).

Идући од оних којих има у највећој количини према онима којих има најмање, у крви налазимо пет врста (класа) имуноглобулина: IgG, IgA, IgM, IgD и IgE.
Дистрибуција (κ) и (λ) ланаца разликује се између различитих животињских врста као и код свих имуноглобулинских класа и подкласа Ланци су међусобно повезани ковалнетним дисулфидним
мостовима (L ланци са H и H ланац са H ланцем), што допунски повећава стабилност
молекула имуноглобулина и саме терцијарне структуре протеина.
Од пет класа имуноглобулина у имунохистохемијским анализама најзаступљенији су и најчешће се користе IgG и IgM.
- Поликлонска антитела настају имунизацијом животиње једним антигеном. Она препознају више различитих епитопа истоветног антигена. У антисерума имунизоване животиње поред антитела на тај антиген постоје неспецифична антитела која треба уклонити јер реагују са ткивним антигенима и узрокују неспецифично бојење позадине.
- Моноклонска антитела настају из хибридома, ћелије настале спајањем мишје или зечје плазмоцитомске ћелије и Б лимфоцита из слезине имунизоване животиње исте врсте.

Из многобројних хиридомских клонова изолује се клон који продукује тражено специфично антитело и одраста у култури ћелија или асцитесу. Ћелије једног клона производе чисто, моноспецифично антитело које препознаје само један епитоп неког антигена. Моноклонска антитела су мање осетљива, али зато специфичнија од поликлонских. Зато је за успостављање репродуктабилности методе потребна у сваком бојењу позитивна контрола као потврда да су сви реагенси правилно употребљни.

## Примена имунохистохемије
| Област              | Циљ |
| ------------------- | --- |
| Хематологија        | - диагностика хематолошких обољења - субкласификација леукемија                                                                         |
| Патологија          | - идентификација неоплазми - класификација неоплазми - одређивање фенотипа-примарни или метастатски - прогностички и терапеутски значај |
| Микробиологија      | - идентификација и класификација микроорганизама                                                                                        |
| Базична истраживања | - процеса диференцијације - функције ћелија и ткива - патолошких механизама - детекција мутација                                        |

## Имунохистохемијске методе и технике
Имунохистохемијске методе заснивају се на анализи:
- рутински обрађених, у парафин уклопљених, узоркованих пресека ткива
- крио исечака - нативних тренутно замрзнутих делова ткива
- ћелијских размаза односно суспензије

Имунохистохемијске технике међусобно се разликују према:
- Применљивости одређене технике на парафинске или на нативне (крио.замрзнуте) исечке.
- Броју примењених слојева антитела.
- Обележивачу последњег слоја.
- По томе да ли је примарни слој моноклонски или поликлонски.